# 福宁 (清朝官员)
福宁（穆麟德轉寫：funing；1739年—1814年），伊尔根觉罗氏，初为府属包衣，后抬入满洲镶蓝旗。历任陕西布政使、湖北、山东、河南巡抚、湖广、两江总督、正白旗蒙古都统等职。

## 生平
福宁早年为贝子永固的包衣，由兵部笔帖式屡次升任工部郎中。乾隆三十三年（1768年），外放甘肃平庆道，屡次升迁为陕西布政使。五十五年（1790年），升湖北巡抚，抬入镶蓝旗满洲。此后，福宁调任山东，治理卫河运务，使乾隆帝非常满意。五十九年（1794年），漳、卫二河泛滥，福宁疏通消除积水，抚恤黎民百姓。曹、单二县漫水，波及下流、被坝堰所阻，福宁赶往当地，根据情况开坝堰以泄水，并协调相关。之后调任河南，不久升湖广总督，驻襄阳，捕治起事的白莲教徒，擒获首领宋之清等。
乾隆六十年（1795年），调两江，当时贵州苗人首领石柳邓与湖北苗人首领石三保等聚众劫掠辰州，并放火烧城，福宁奉命留湖北平叛，来到镇筸防清军后路。嘉庆元年（1796年），湖北白莲教徒急攻来凤，福宁赶往龙山增援，将教徒击败，又会同四川总督孙士毅合兵，不久，孙士毅病卒于军中，福宁代为指挥清军。福宁与将军观成、总兵诸神保攻破教徒聚集的山寨，擒首领胡正中，余众走投无路乞求投降，却被诱入龙山城杀死两千余人，四川将军观成、署四川总督福宁按临阵歼敌上奏，观成和福宁加封太子少保。福宁移清军进攻林之华、覃加耀于长阳、巴东，教徒败逃黄柏山，福宁与观成、惠龄攻之未克，惠龄赴襄阳，观成入川。二年（1797年），额勒登保奉命移师黄柏山，福宁率部听从调遣。黄柏山有地形之天险，清军围攻数月才迫使教徒败逃鹤峰芭叶山，随后又逃往大拏口、建始。同年十一月，清军才在长阳歼其主力，而覃加耀逃往归州，清廷以剿贼不力，夺福宁的太子少保衔。三年（1798年），覃加耀在终报寨被擒，嘉庆帝仍然训斥诸将贻误军机，福宁为地方长官，责任更重，被褫夺职务，罚银四万两充饷，仍予副都统衔，随同英善驻达州，管理四川军需。
四年（1799年），英善调驻西藏，福宁于是单独管理四川军需。当时，军营支出泛滥，统兵大员奢靡无度。尽管四川军饷多于湖北数倍，但兵勇口粮仍多被迟延，几乎导致没有食物充饥。嘉庆帝屡次训戒，但福宁不能总体核算，奏报数目虚浮。钦差大臣魁伦赴达州察视，发现虽然起事教徒人数已有所减少，但大股变为小股，教徒首领的名目反而多了起来，又了解到福宁管理军需的混乱状况，因此嘉庆帝下诏褫夺副都统衔，留达州候命。数年前杀降之事被发现，当四川教首高均德被擒时，也谈到担心投降后仍遭诛戮，故教徒面对朝廷招抚多持观望态度。嘉庆帝下诏怒斥福宁杀降的举动失人心而伤天理，将其逮捕论罪，发遣新疆戍边，不久又原谅福宁，命其赴额勒登保军前效力。不久，由于福宁先前裁撤乡勇导致教徒偷渡嘉陵江，因此仍发往伊犁。五年（1800年），朝廷授予福宁三等侍卫，令赴西藏办事，九年（1804年），召还北京，授正白旗蒙古都统，十一年（1806年），以三品衔退休。十九年（1814年），朝廷追论福宁在西藏擅借库银及湖广总督任内滥用军需，久未缴纳，因此下狱，不久病卒。

## 引注
1. ↑  中央研究院. . 中央研究院.   [2017-12-29]. （原始内容存档于2019-09-02）.
2. 1 2 3 4 5 6 7 8 9 10 11 12 13  赵尔巽等 1998，第11174頁
3. 1 2 3 4 5 6 7 8  赵尔巽等 1998，第11175頁

## 延伸阅读
[在维基数据编辑]
 《清史稿/卷345》
 《清史稿/卷345》，出自趙爾巽《清史稿》